# Norm Macdonald
Norman Gene Macdonald (n. 17 octombrie 1959 – d. 14 septembrie 2021) a fost un comedian, scriitor și actor canadian, cunoscut pentru stilul său de umor sec.
La începutul carierei sale, a scris pentru serialul Roseanne. Macdonald a fost apoi membru al distribuției în Saturday Night Live (SNL) timp de cinci ani, inclusiv prezentator al segmentului Weekend Update timp de trei sezoane, timp în care a făcut și apariții în spectacole precum The Drew Carey Show și NewsRadio. După ce a părăsit SNL, a jucat în filmul din 1998 Dirty Work și în propriul său sitcom, The Norm Show, din 1999 până în 2001.
În 2013, Macdonald a început un podcast video, Norm Macdonald Live, pe care a intervievat comedianți și alte vedete. În 2018, a lansat Norm Macdonald Has a Show, un talk-show Netflix cu o premisă similară cu podcastul său. De-a lungul carierei sale, Macdonald a apărut în numeroase filme și a fost invitat la talk-show-uri precum Conan, Late Night with David Letterman și The Howard Stern Show. De asemenea, a lucrat ca actor de voce, în special la emisiunea animată Mike Tyson Mysteries.
Revista Paste l-a clasat pe locul 31 în 50 Best Stand-up Comics of All Time.